# Tourada à corda

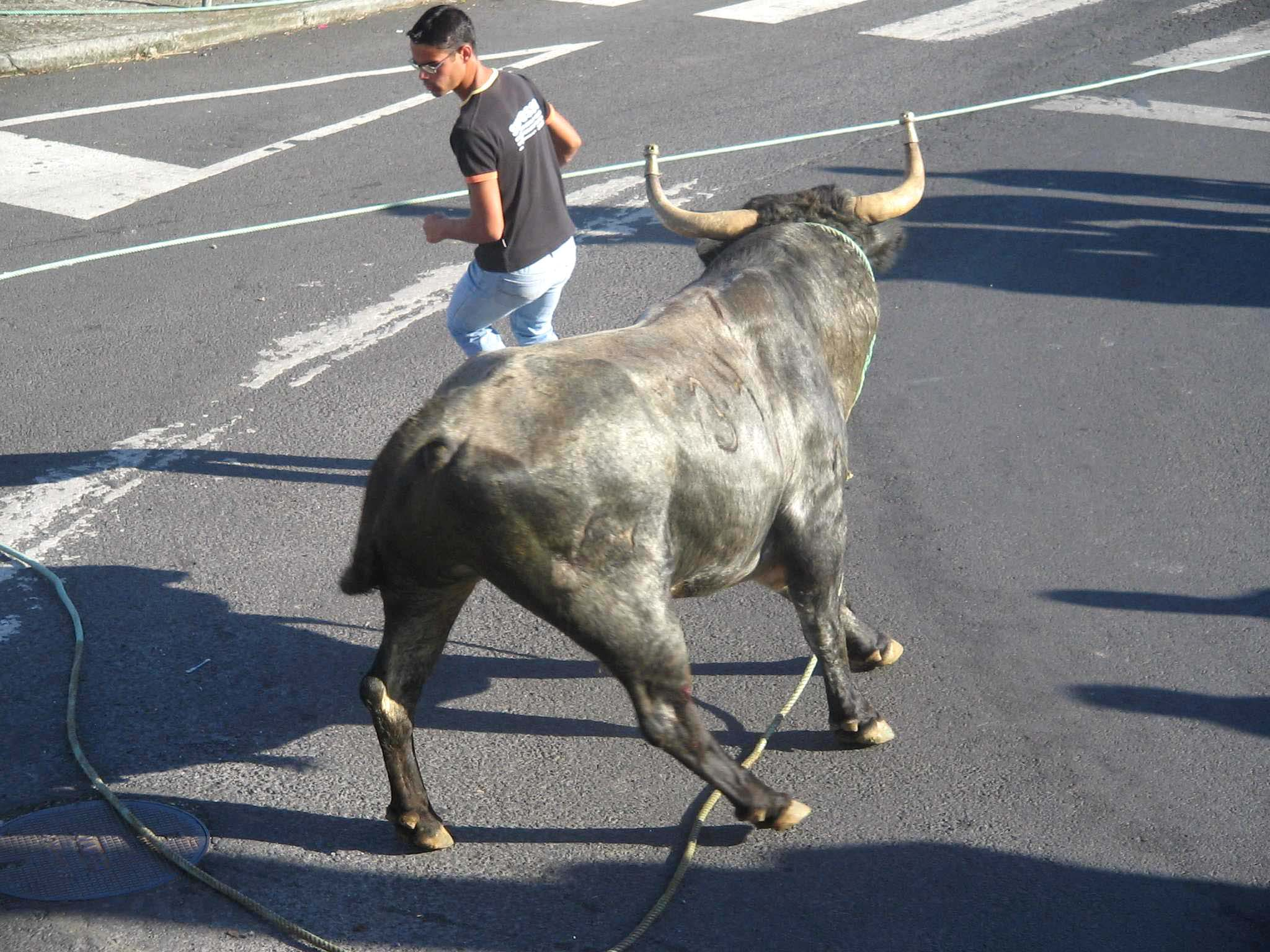
Festas populares dos Açores. Tourada à corda na ilha Terceira, Açores, Portugal.

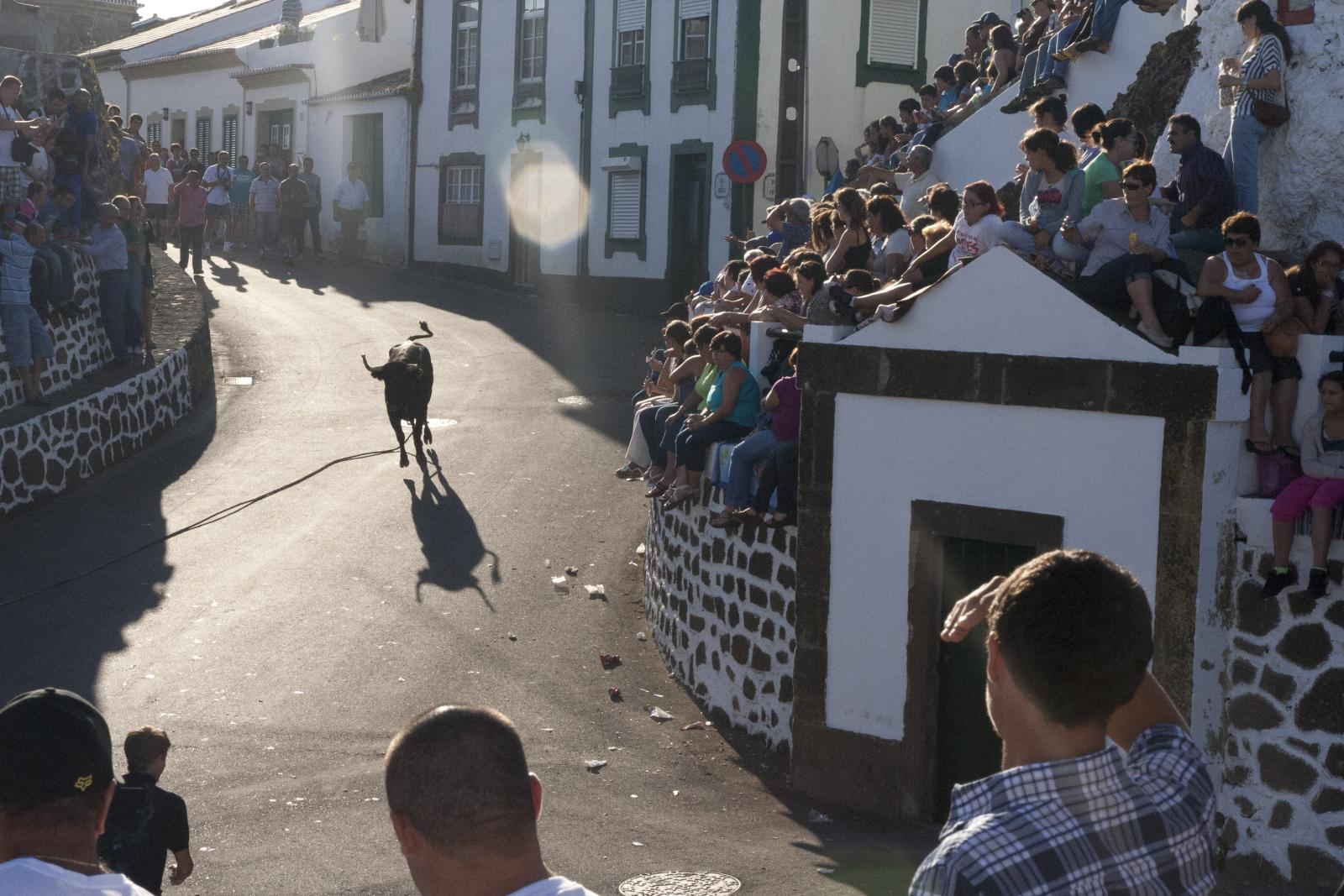
Festas populares dos Açores. Tourada à corda na ilha Terceira, Açores, Portugal.

Tourada à corda, toirada à corda ou corrida de touros à corda, é um divertimento tauromáquico tradicional nos Açores, com particular expressão na ilha Terceira, acreditando-se ser a mais antiga tradição de folguedo popular do arquipélago. A modalidade tauromáquica é específica dos Açores e caracteriza-se pela corrida de 4 touros adultos da raça brava da ilha Terceira ao longo de um arraial montado numa rua ou estrada, num percurso máximo que regra geral é de 500 m. O animal é controlado por uma corda atada ao seu pescoço (daí a designação do tipo de tourada) e segura por 10 homens (os pastores) que conduzem a lide e impedem a sua saída para além do troço de via estipulado. A lide é conduzida por membros do público, em geral rapazes, embora seja admissível a presença de capinhas contratados. Após a lide, os animais são devolvidos às pastagens sendo repetidamente utilizados, embora com um período de descanso mínimo de 8 dias.

## História
O primeiro registo conhecido da realização de uma tourada à corda data de 1622, ano em que a Câmara de Angra organizou um daqueles eventos, enquadrado nas celebrações da canonização de São Francisco Xavier e de Santo Inácio de Loiola. Contudo, presume-se que as corridas de touros à corda nos folguedos populares já ocorressem há muito, o que justifica a inclusão daquele evento numa festividade oficial.

## Características da lide
A realização de corridas de touros à corda foi adquirindo ao longo dos tempos um conjunto de características, fixadas por normas e regras de cariz popular que hoje se encontram legalmente codificadas. Aquelas normas estabelecem os procedimentos de saúde e bem-estar animal a seguir em relação aos touros, os sinais correspondentes aos limites do arraial (riscos no chão), os sinais a utilizar na largada e recolha do touro (foguetes). Para protecção dos espectadores os touros não estão "em pontas", isto é, têm sempre a ponta dos chifres cobertas por algo que proporcione a protecção do espectador, as regras a seguir na armação dos palanques e na protecção dos espectadores e ainda a actuação dos capinhas (toureiros improvisados que executam sortes recorrendo a um guarda-sol, uma varinha, um bordão enconteirado ou uma samarra).

## Ganadarias na Terceira durante oséculo XX
É de tal ordem importante para a Terceira esta actividade que durante o século XX, desde 1912 até 1994 aparecerem nesta ilha 29 ganadarias, algumas já extintas, e que se distribuíram pela seguinte ordem cronológica e de ganadeiros:
1. António Luís Parreira, fundada em 1912.
2. António Rocha Lourenço, fundada em 1914.
3. António Ventura, fundada em 1915.
4. Manuel Barcelos, fundada em 1925.
5. Francisco de Sousa (Cadelinha), fundada em 1927.
6. José Dinis Fernandes, fundada em 1932.
7. Patrício de Sousa Linhares, fundada em 1936.
8. Tomáz de Borba, fundada em 1938.
9. António Fernandes, fundada em 1940.
10. António e João Luís da Costa, fundada em 1944.
11. José de Castro Parreira, fundada em 1953.
12. Rego Botelho, fundada em 1964.
13. Alvarino Inácio Gomes, fundado em 1956.
14. José Daniel Nogueira, fundada em 1960
15. José Albino Fernandes, fundada em 1967.
16. Manuel Almeida Júnior, fundada em 1967.
17. José Linhares da Silva (José Tomás), fundada em 1972.
18. José Cardoso Gaspar (Quinteiro), fundada em 1973.
19. António Vaz Lourenço (Rosa Cambada), fundada em 1974.
20. Ezequiel Vieira Rodrigues, fundada em 1975.
21. Eliseu Gomes, fundada em 1975.
22. José Gonçalves Silva (Faveira), fundada em 1980.
23. Humberto Filipe, fundada em 1983.
24. Teófilo Melo, fundada em 1988.
25. José Eduardo Fernandes, fundada em 1990.
26. Duarte Pires, fundada em 1990.
27. Irmãos Toste, fundada em 1991.
28. Francisco Gabriel Ourique, fundado em 1994 e extinta em 2019.
29. Manuel João da Rocha, fundado em 1994.